# Rheubarbariboletus armeniacus
Rheubarbariboletus armeniacus (Quél.) Vizzini, Simonini & Gelardi, 2015 è un fungo basidiomicete della famiglia Boletaceae.

## Etimologia
Dal latino armeniacus e Prùnus armeniaca = albicocco, per il colore del cappello.

## Descrizione della specie
Cappello 
4–10 cm di diametro, da emisferico a convesso
cuticolaasciutta, vellutata, opaca, a volte con screpolature nell'adulto che mettono in evidenza la carne giallina sottostante, colore da rosa giallo a rosa albicocca, rosa salmone.
margineinvoluto, poi disteso.
 Tubuli 
Fini, annessi o adnati, da giallo oro a giallo olivastro, virano leggermente al bluastro al tocco.
 Pori 
Grandi, da tondi ad angolosi, giallo oro poi più scuri con tendenza all'ocraceo olivastro, virano al bluastro al tatto.
 Gambo 
6-8 x 1–2 cm, cilindrico, attenuato alla base, quasi radicante, fibrilloso, bianco-giallo con sfumature concolori al cappello.
 Carne 
Soda, consistente, fibrosa, ma presto molle, gialla con sfumature arancioni.

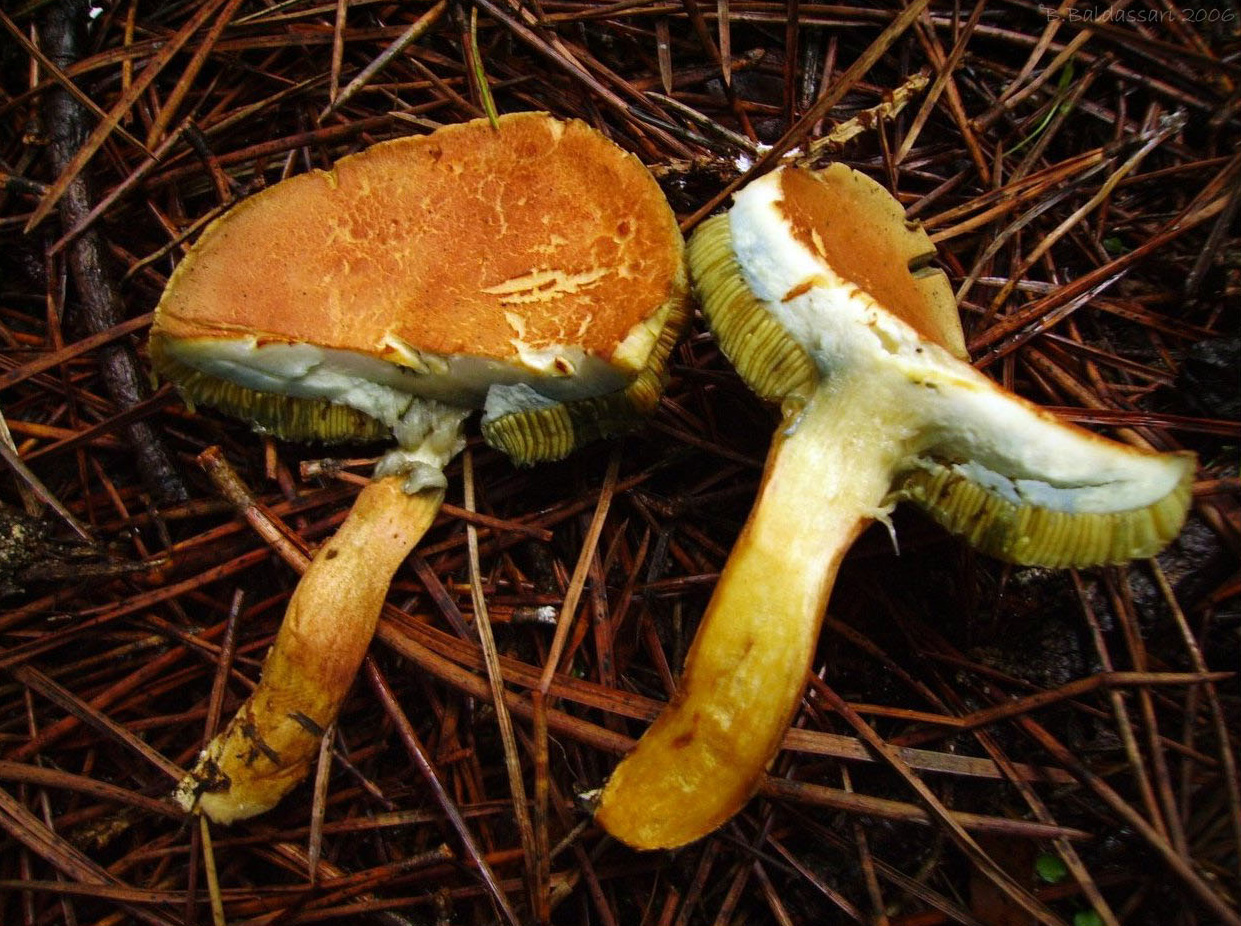
sezione

- Odore: lievemente fruttato.
- Sapore: dolciastro.

Microscopia
Sporebruno-olivastre in massa, fusiformi, 10-14 x 4-6 µm, a volte guttulate, lisce.
basididi forma classica o leggermente clavati, 25-35 x 8-10 µm, tetra-sporici.
cistidifusiformi 40-50 x 8-11 µm.

## Habitat
Fruttifica sotto latifoglia, specialmente castagni, solitario o gregario, dalla fine della primavera all'autunno inoltrato.

## Commestibilità
Molto buona.

Si consiglia di eliminare il gambo in quanto poco digeribile.

## Tassonomia

### Sinonimi e binomi obsoleti
- Boletus armeniacus Quél., Assoc. Franç. Avancem. Sci., Congr. Rouen 1883 12: 42 [repr.] (1884) [1883]
- Suillus armeniacus (Quél.) Kuntze, Revis. gen. pl. (Leipzig) 3(2): 535 (1898)
- Versipellis armeniaca (Quél.) Quél., Enchir. fung. (Paris): 157 (1886)
- Xerocomellus armeniacus (Quél.) Šutara, Czech Mycol. 60(1): 49 (2008)
- Xerocomellus armeniacus (Quél.) Šutara, Czech Mycol. 60(1): 49 (2008) var. armeniacus
- Xerocomus armeniacus (Quél.) Quél., Fl. mycol. France (Paris): 419 (1888)
- Xerocomus armeniacus (Quél.) Quél., Fl. mycol. France (Paris): 419 (1888) f. armeniacus
- Xerocomus armeniacus (Quél.) Quél., Fl. mycol. France (Paris): 419 (1888) var. armeniacus
- Xerocomus armeniacus var. venosipes Redeuilh, Bull. trimest. Soc. mycol. Fr. 111(3): 179 (1995)
- Xerocomus versicolor var. armeniacus (Quél.) Skirg., Flora Polska, Grzyby (Fungi), Podstawczaki (Basidiomycetes), Borowikowe (Boletales) (Warszawa): 60 (1960)

### Specie simili
Rheubarbariboletus armeniacus può essere confuso con altre specie dello stesso genere per la sua variabilità cromatica.
Molto vicini ad esso sono:
- Boletus rubellus, che ha una caratteristica punteggiatura rossastra nella alla base del gambo
- Boletus persicolor, che ha la cuticola che al tatto si macchia di verdastro, e la carne color giallo zafferano alla base del gambo.